# Едуард фон Господарж
Барон Едуард фон Господарж (нім. Eduard Freiherr von Hospodarž; 7 жовтня 1862, Ґрац — 1945, Відень) — австрійський офіцер хорватського походження, генерал-лейтенант запасу вермахту.

## Біографія
Син офіцера. В серпні 1882 року поступив на службу в австро-угорську армію. Учасник Першої світової війни. За бойові заслуги відзначений численними нагородами. Після війни звільнений у відставку. Решту життя прожив у Відні, де і загинув в останні місяці Другої світової війни (точна дата невідома) внаслідок бомбардувань міста авіацією союзників. 1 березня 1960 року останки всіх жертв бомбардувань, викопані з-під завалів, були поховані у братській могилі. В списку імен загиблих присутнє й ім'я Господаржа.

## Звання
- Генерал-майор (1 січня 1919)
- Генерал-лейтенант запасу (27 серпня 1939)

## Нагороди
- Ювілейна пам'ятна медаль 1898
- Ювілейний хрест (1908)
- Хрест «За вислугу років» (Австрія) 3-го і 2-го класу (40 років)
- Хрест «За військові заслуги» (Австро-Угорщина)
  - 3-го класу (квітень 1906)
  - 3-го класу з військовою відзнакою і мечами (3 вересня 1915)
  - 2-го класу з військовою відзнакою і мечами
- Ювілейна медаль Кароля I (Румунія) (серпень 1911)
- Орден Корони Румунії, командорський хрест (серпень 1911)
- Пам'ятний хрест 1912/13
- Бронзова медаль «За військові заслуги» (Австро-Угорщина) з мечами
- Орден Залізної Корони
  - 3-го класу з військовою відзнакою і мечами (25 листопада 1914)
  - 2-го класу з військовою відзнакою і мечами
- Орден Леопольда (Австрія), лицарський хрест з військовою відзнакою і мечами (3 вересня 1915)
- Військовий орден Марії Терезії, лицарський хрест (17 серпня 1917)
- Залізний хрест 2-го і 1-го класу (Німецька імперія)
- Пам'ятна військова медаль (Австрія) з мечами
- Почесний хрест ветерана війни з мечами (Третій Рейх)